# Haps and Mishaps
Haps and Mishaps è un cortometraggio muto del 1909. Il nome del regista non viene riportato nei credit del film.

## Trama
Le casualità e le disavventure creano gli alti e i bassi della vita. E per tutti vale sempre il proverbio "Ride bene chi ride ultimo".

## Produzione
Il film fu prodotto dalla Lubin Manufacturing Company.

## Distribuzione
Distribuito dalla Lubin Manufacturing Company, il film - un breve cortometraggio della lunghezza di 73,2 metri - uscì nelle sale cinematografiche statunitensi il 18 ottobre 1909. Nelle proiezioni, veniva programmato con il sistema dello split reel, accorpato in un'unica bobina con un altro cortometraggio prodotto dalla Lubin, il drammatico The Major and the Judge.